# Дезгинжа
Дезгинжа (гаг. Dezgincä, Дезгинҗә, рум. Dezghingea, Дезгинжя) — село в Молдавии, в составе автономного территориального образования Гагаузия.

## История
Самая северная Болгарская колония, основанная в 1812 году на урочище, где, по преданию в прежние времена, татары ногайские занимались любимою своею забавою — «ристалищами», которые у них назывались дизгиндже. Церковь деревянная 1, домов 194, жители исключительно болгары, в числе 219 семей, из 1216 обоего пола душ, земли 9120 десятин.
В 1812 году в колонии Дизгиндже была «складная, ныне строящаяся» церковь Сошествия Св. Духа. В этот период Дизгиндже входила в Бендерский цынут Бессарабии.
В 1835 году колония Дизгинжа находилась в Верхнебуджакской округе Леовского уезда Бессарабской области, позднее в 1850 — в Верхнебуджакской округе Кагульского уезда Бессарабской области, в 1858 — в Верхнебуджакской округе Бендерского уезда Бессарабской области.

## География
Село Дезгинжа расположено на северо-западе автономного территориального образования Гагаузия, на высоте 85 метров над уровнем моря. Расстояние до Комрата примерно 18 км, до Кишинева — приблизительно 63 км. Ближайшие населенные пункты: село Ченак Чимишлийского района (6 км), село Топал Чимишлийского района (6 км), село Буджак Комратского района (7 км), село Бороганы в Леовском районе (10 км).

## Население
| Год    | 1835 | 1850 | 1858 | 1859 | 1863 | 1904 | 2004  |
| ------ | ---- | ---- | ---- | ---- | ---- | ---- | ----- |
| мужчин | 457  | 662  | 750  | 760  | 714  | 887  | 2 581 |
| женщин | 428  | 624  | 673  | 740  | 667  | 770  | 2 671 |
| Всего  | 885  | 1286 | 1423 | 1500 | 1381 | 1657 | 5252  |

Согласно переписи населения 2004 года этнический состав села:
| Национальность | Число жителей | Процентный состав |
| -------------- | ------------- | ----------------- |
| Молдаване      | 158           | 3,01              |
| Украинцы       | 33            | 0,63              |
| Русские        | 67            | 1,28              |
| Гагаузы        | 4963          | 94,5              |
| Болгары        | 14            | 0,27              |
| Евреи          | 1             | 0,02              |
| Поляки         | 2             | 0,04              |
| прочие         | 14            | 0,27              |
| Всего          | 5252          | 100               |

## Достопримечательности
Церковь имени «Святой Троицы»
Братская могила периода ВОВ в центре села, где похоронено 38 человек